# Stanisław Marusarz
Stanisław Marusarz, né le 18 juin 1913 à Zakopane et mort dans la même ville le 29 octobre 1993, est un fondeur, champion du combiné nordique et du saut à ski polonais.
Il a été vingt et une fois champion de Pologne en saut, descente, combiné nordique, combiné alpin et en relais de ski de fond de 4 fois 10 km et 5 fois 10 km. Il est membre de l'équipe polonaise lors de quatre éditions consécutives des Jeux olympiques d'hiver, reconnu en 1938 comme le plus grand champion sportif de Pologne et résistant pendant la Seconde guerre mondiale.
Il est le frère de Helena Marusarz (pl) et le cousin de Andrzej Marusarz et de Józef Marusarz (pl).

## Biographie
Stanisław Marusarz est né en 1913 à Zakopane, la capitale des sports d'hiver de la Pologne dans une famille de montagnards polonais. Après Jan, il est le deuxième fils d'Helena et de Jan Marusarz, garde-chasse. Ses quatre sœurs viennent au monde après lui, dont la plus connue aujourd'hui d'entre elles Helena (pl), sept fois championne de ski en Pologne fusillée par la Gestapo pour actes de résistance pendant la Seconde Guerre Mondiale.

### Un sportif d'exception
Stanisław remporte sa première compétition de saut sur un petit tremplin de la vallée de Jaworzynka en 1926. Il commence ensuite une formation théorique et un entrainement pratique dans la section de ski de la société polonaise des Tatras sous la direction d'Ignacy Bujak.
Un an après sa victoire chez les juniors, il se présente à la compétition des seniors à Wielka Krokiew. Il y obtient la 3e place avec un saut de 44 m. Le vainqueur Bronisław Czech, n'a fait que 4 m de mieux que le novice. Deux ans plus tard, il remporte toutes les compétitions : course de 8 km, descente et saut à Starý Smokovec. En 1930, à l'âge de 17 ans, il remporte pour la première fois la compétition de saut à ski sur le Wielka Krokiew. Puis, il enchaîne les succès. Il est quatre fois le champion polonais de saut de ski (1932, 1933, 1936, 1937), trois fois en combiné nordique (1932, 1935, 1936), trois fois en descente (1931, 1933, 1939) également trois fois en relais (1932, 1933, 1936), ainsi qu'en combiné alpin en 1933.
Avant la guerre, il représente la Pologne à deux reprises aux Jeux Olympiques: en 1932 à Lake Placid et en 1936 à Garmisch-Partenkirchen où il saute à 73 mètres et il se classe finalement cinquième. La médaille d'argent au championnat du monde de saut de ski à Lahti en Finlande remportée en 1938, lui vaut le titre de meilleur athlète polonais de l'année lors du plébiscite Przegląd Sportowy (en) et le Grand Prix d'honneur décerné par l'Office national de l'éducation physique et de la formation militaire.

### Résistant

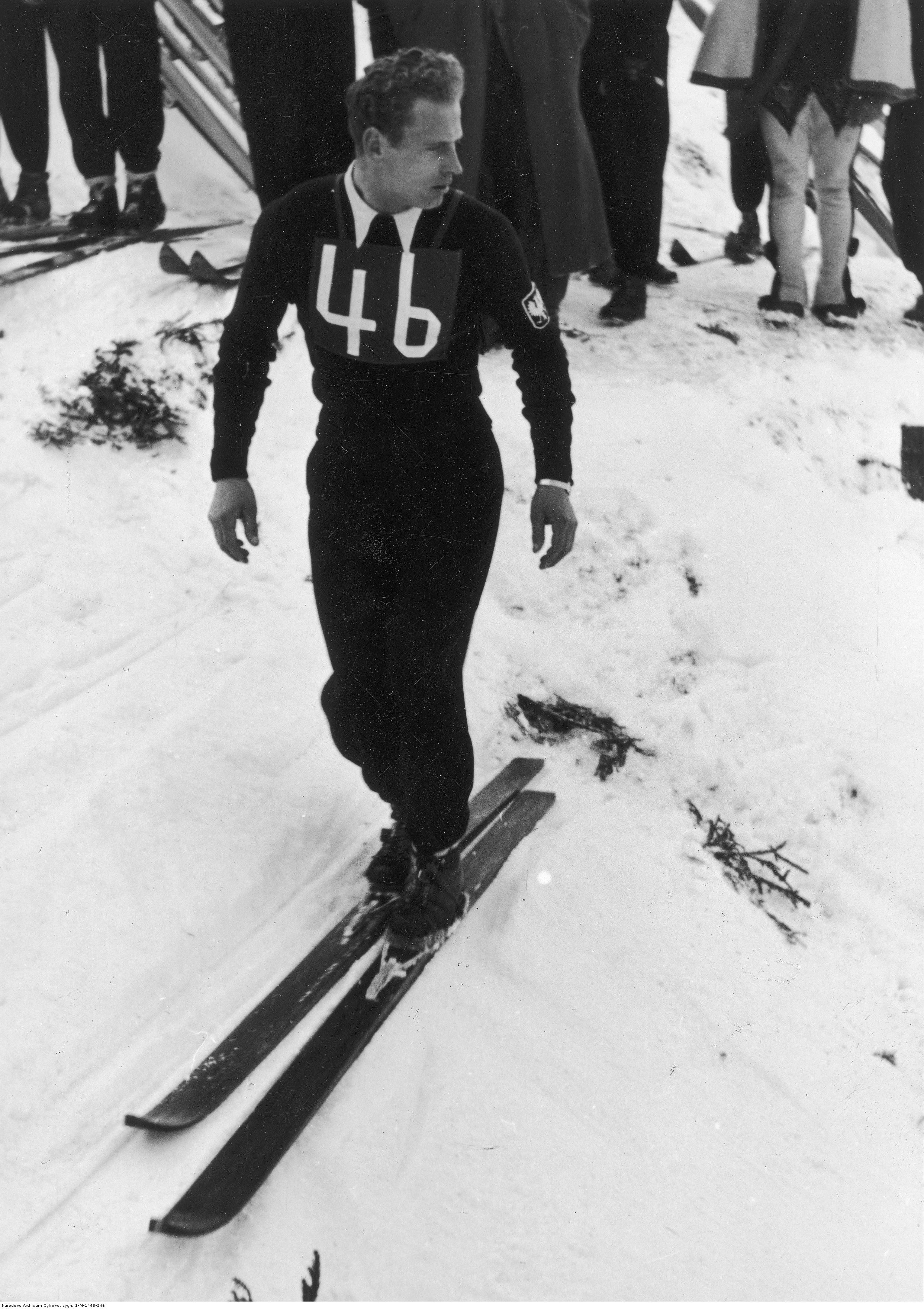
Stanisław Marusarz Chamionat du monde, ski classique, Zakopane 1939

Après l'invasion allemande de la Pologne en septembre 1939 puis l'invasion de l'Union soviétique, Zakopane et les montagnes de Tatras commencent à grouiller de patriotes polonais qui veulent se rendre en Hongrie, et de là en France où se reconstituent le gouvernement et l'armée polonaise. Un groupe de guides de montage est alors mis sur pied au service de la résistance polonaise. Ils jouent le rôle de courriers et font passer des personnes, du courrier et de l'argent. Stanisław Marusarz devient l'un d'entre eux, tout comme sa femme Irène qu'il épouse en novembre 1939, sa sœur Helena et son rival Bronisław Czech.
Au printemps 1940, Marusarz est capturé deux fois par les garde-frontières slovaques qui coopèrent avec l'Allemagne nazie. La première fois, il s'échappe en sautant la fenêtre du poste de gendarmerie à Štrbské Pleso. Il soigne ses blessures chez un ami slovaque et revient à Zakopane. La deuxième fois, Marusarz et sa femme se font arrêter sur le pont frontalier sur la rivière Hornad. Après un lourd interrogatoire au siège de la Gestapo de Zakopane, le fameux « Palais », ils sont transportés à la prison de la rue Montelupich à Cracovie.
Au même moment, les Slovaques capturent la sœur de Stanisław, Helena. Elle aussi est envoyée à la prison de la rue Montelupich. Elle sera fusillée plus tard à Pogórska Wola, près de Tarnów le 12 septembre 1940. Une autre sœur de Stanisław, Zofia, sera déportée au camp de concentration de Ravensbrück.
Condamné à mort, Stanisław et ses codétenus de la cellule décident de s'évader. Le 2 juillet 1940, ils écartent les barreaux à la fenêtre avec les pieds d'un tabouret pour sauter du deuxième étage, traverser la cour intérieure, escalader le mur de la prison haut de quatre mètres, courir le long de son dos pour enfin pouvoir sauter dans la rue. Marusarz se coince entre les barreaux, la tête en bas. Les prisonniers le poussent dehors et il réussit, en tombant, à se retourner et à atterrir sur ses deux pieds. Son compagnon de cellule se casse la jambe ce qui le condamne à mort. Finalement seuls Stanisław Marusarz et Aleksander Bugajski, un sous-officier de l'armée polonaise, réussissent à s'en sortir.
Irena, la femme de l'athlète, prétend être enceinte et elle est libérée de prison au bout de trois mois.
Marusarz atteint Zakopane à pied, puis passe en Hongrie, où il reste jusqu'à la fin de la guerre, avec une pause pour une mission de courrier en Pologne. Sous un faux nom de Stanisław Przystalski, il y entraîne des sauteurs de ski et des skieurs hongrois. En janvier 1944, il participe à un concours de sauts à ski en Allemagne. Il y rencontre le sportif allemand Sepp Weiler qui reconnait son ancien adversaire mais ne le dénonce pas à la Gestapo.
Stanisław Marusarz faillit de se faire tuer à nouveau lorsque, juste avant la prise de Budapest par les Soviétiques, il est capturé par les SS et améné pour être fusillé. Une explosion soudaine d'un obus d'artillerie sème la confusion et Marusarz en profite pour se cacher dans les ruines environnantes.

### Après la guerre
En 1945, il retourne à Zakopane et à ses sports d'hiver bien-aimés. Il devient le premier champion polonais de combiné nordique et de saut de ski après la guerre. Il répète son succès de 1946 encore quatre fois.
Il représente la Pologne aux Jeux olympiques d'hiver de 1948 à Saint-Moritz et aux Jeux olympiques d'hiver de 1952 à Oslo non seulement en saut de ski mais aussi en portant le drapeau polonais lors des cérémonies d'ouverture.
En 1957, il décide de mettre fin à carrière sportive d'une durée exceptionnelle - trente ans. Il supervise les préparations du Wielka Krokiew pour la Coupe du monde en 1962, qu'il ouvre avec un saut hors compétition.
En 1966, on l'invite à ouvrir la compétition du Tournoi des quatre tremplins à Garmisch. Marusarz décide de sauter. Il est alors âgé de 53 ans. Sa décision provoque une consternation parmi les juges. Marusarz emprunte des skis et des bottes, mais saute dans un costume avec une cravate. Les organisateurs présentent l'âge et la biographie du sportif polonais par mégaphones. Les supporteurs allemands réagissent, en encourageant vivement le Polonais. Il fait 66 mètres. Après ce saut, les autres sportifs envahissent la piste pour le porter sur les bras. Le lendemain, Marusarz ouvre la compétition de saut de ski sur le tremplin olympique de Bergisel. Il y saute presque 70 mètres.
Il effectue son dernier saut à l'âge de soixante six ans pour les besoins d'un tournage de film.
Il est mort d'une crise cardiaque le 29 octobre 1993, prononçant un discours lors des funérailles de Wacław Felczak, son ancien commandant dans l'Armée de l'Intérieur pendant l'occupation allemande.

## Palmarès

### Jeux olympiques
| Épreuve / Édition | Lake Placid 1932 | Garmisch-Partenkirchen 1936 | St-Moritz 1948 | Oslo 1952 |
| Saut à ski        | 17e              | 5e                          | 27e            | 27e       |
| Combiné nordique  | 27e              | 7e                          |                |           |
| Ski de fond 18km  | 27e              |                             |                |           |

### Championnats du monde
| Épreuve / Édition | Innsbruck 1933 | Vysoke Tatry 1935 | Lahti 1938 | Zakopane 1939 |
| Saut à ski        |                | 4e                | Argent     | 5e            |
| Combiné nordique  | 6e             |                   |            |               |

## Publications
- S. Marusarz, Na skoczniach Polski i świata, Warszawa 1974.
- S. Marusarz, Skok, który uratował i życie, Warszawa 1974.